# Väinö Ikonen
Väinö Vilhelm Johannes Ikonen (Tuusniemi, 5 ottobre 1895 – Helsinki, 10 febbraio 1954) è stato un lottatore finlandese, specializzato nella lotta greco-romana.

## Palmarès

### Olimpiadi
- Bronzo a Parigi 1924 nella lotta greco-romana, pesi gallo